# Bolitoglossa pygmaea
Espèce
Bolitoglossa pygmaea est une espèce d'urodèles de la famille des Plethodontidae.

## Répartition
Cette espèce est endémique de la province de Bocas del Toro au Panama. Sa présence est incertaine au Costa Rica.

## Description
Bolitoglossa pygmaea mesure environ 50-55 mm dont environ la moitié pour la queue. Les mâles mesurent de 23,6 à 32,6 mm de longueur standard et les femelles de 23,6 à 36,8 mm.

## Étymologie
Son nom d'espèce, du latin pygmaea, « pygmée », lui a été donné en référence à sa très petite taille qui en fait probablement la plus petite espèce de ce genre.

## Publication originale
- Bolaños & Wake, 2009 : Two new species of montane web-footed salamanders (Plethodontidae: Bolitoglossa) from the Costa Rica-Panamá border region. Zootaxa, no 1981, p. 57-68.